# 16588 Johngee
16588 Johngee este un asteroid care intersectează orbita planetei Marte.

## Descriere
16588 Johngee este un asteroid care intersectează orbita planetei Marte. Asteroidul prezintă o orbită caracterizată de o semiaxă mare de 2,56 ua, o excentricitate de 0,39 și o înclinație de 8,1° în raport cu ecliptica.